# 兵庫教育大学附属中学校
兵庫教育大学附属中学校（ひょうごきょういくだいがくふぞくちゅうがっこう）は、兵庫県加東市山国にある兵庫教育大学の学校教育学部が管轄する中学校併設校である。正式名称は、国立大学法人兵庫教育大学附属中学校。隣接して、兵庫教育大学附属小学校と兵庫教育大学附属幼稚園がある。

## 沿革

### 経緯
兵庫教育大学附属中学校は、1981年に、国立兵庫教育大学の附属中学校として設置された。義務教育である前期中等教育を施す教育機関としての役割とともに、大学との連携をもとに、広く教育界へ貢献するための研究校としての役割も担っている。

### 年表
- 1981年4月 - 兵庫教育大学学校教育学部附属中学校として設置される
- 1991年9月 - 創立10周年記念式典が挙行される
- 2001年11月 - 創立20周年記念式典が挙行される
- 2004年4月 - 国立大学法人法の施行に伴い、兵庫教育大学附属中学校に改称される

## 関係者

### 出身者
- 池村佳子-チェリスト
- 藤井比早之-政治家、衆議院議員
- 蟬川泰果-プロゴルファー